# Chrysti Ane Lopes
Chrystiane Lopes (Rio de Janeiro, 27 de julho de 1993) mais conhecida pelo nome artístico Chrysti Ane é uma atriz e modelo fitness brasileira. Ela é mais conhecida por interpretar Sarah Thompson/Ranger Aço Ninja Rosa na série de televisão americana Power Rangers Ninja Steel.

## Biografia
Chrystiane Lopes nasceu na cidade do Rio de Janeiro. Porém, aos seis anos de idade, se mudou com seus pais para Los Angeles, nos Estados Unidos. Ela estudou atuação no prestigiado Aaron Speiser Acting Studio, em Los Angeles. Em 2018, anunciou que estava grávida de um menino. Em 24 de janeiro de 2019, deu à luz um menino chamado Mateo Lopes Guzman . Ela teve sua segunda filha, Genevieve "Gigi" Valentina Guzman, na quinta-feira, 7 de janeiro. Ela trabalha como instrutora de armas de fogo para Taran Tatical, influenciadora, e atriz, modelo (principalmente para armas). Ela lançou uma música em 9 de outubro de 2023 chamada "Take care of Me".

## Filmografia

### Televisão
| Ano       | Título                    | Papel                                | Referências |
| --------- | ------------------------- | ------------------------------------ | ----------- |
| 2013      | Malhação Casa Cheia       | Meg                                  | [ 2 ]       |
| 2017–2018 | Power Rangers Ninja Steel | Sarah Thompson/Ranger Aço Ninja Rosa | [ 3 ]       |

1. ↑  «Chrysti Ane». Greatest Physiques. Consultado em 11 de maio de 2018
2. 1 2  «Chrysti Ane Lopes faz participação como namorada americana de Ben». Gshow. 9 de julho de 2013. Consultado em 11 de maio de 2018
3. 1 2  «Ex-Malhação, Chrystiane Lopes fará nova temporada de 'Power Rangers'». ego.globo.com. 13 de agosto de 2016. Consultado em 11 de maio de 2018